# Ramnath Goenka Memorial Award
Der Ramnath Goenka Memorial Award ist eine Kategorie des indischen Filmpreises Star Screen Award. Der Preis ist nach Ramnath Goenka (1904–1991) benannt, dem Gründer des Zeitungsverlags Indian Express Group, der die wöchentliche Filmzeitschrift Screen herausgibt.
Der Star Screen Award Best Film wird von einer angesehenen Jury der Bollywoodfilmindustrie gewählt. Die Gewinner werden jedes Jahr im Januar bekanntgegeben.
Liste der Gewinner:
| Jahr | Film                              | Gewinner                          |
| ---- | --------------------------------- | --------------------------------- |
| 1995 | kein Preis                        | kein Preis                        |
| 1996 | kein Preis                        | kein Preis                        |
| 1997 | kein Preis                        | kein Preis                        |
| 1998 |                                   | Dilip Kumar                       |
| 1999 | kein Preis                        | kein Preis                        |
| 2000 | kein Preis                        | kein Preis                        |
| 2001 | kein Preis                        | kein Preis                        |
| 2002 | kein Preis                        | kein Preis                        |
| 2003 | kein Preis                        | kein Preis                        |
| 2004 | kein Preis                        | kein Preis                        |
| 2005 | kein Preis                        | kein Preis                        |
| 2006 | Iqbal und Hazaaron Khwaishen Aisi | Nagesh Kukunoor und Sudhir Mishra |
| 2007 | Khoshla Ka Ghosla                 |                                   |